# Tlatolophus galorum
Tlatolophus galorum (del náhuatl clásico tlahtōlli, 'palabra', y del griego antiguo λόφος, latinizado lophus, 'cresta, penacho'; significando su nombre "cresta de la palabra")es la única especie conocida del género extinto Tlatolophus  de dinosaurio ornitópodo hadrosáurido, que vivió a finales del período Cretácico, hace aproximadamente 73 millones de años, durante el Campaniense, en lo que es hoy Norteamérica. Pertenece a la tribu Parasaurolophini.

## Descripción

Comparación del tamaño de Tlatolophus con un humano promedio.

El espécimen holotipo de Tlatolophus, con código CIC/P/147, representa a un individuo grande, de hasta 8 metros de longitud. Conserva un cráneo casi completo, con mandíbulas enteras, sólo carece de los huesos surangular y cuadrado. El hueso premaxilar conecta con el hueso nasal, únicamente a lo largo del proceso nasal. La plataforma frontal se halla presente, extendida de modo dorsocaudal y sobresale del hueso parietal. La fosa nasal abarca por entero la estructura, e incluye el extremo caudal de la cresta supracraneal, en forma de signo coma. Esta característica distintiva de los parasaurolofinos le funcionaba como una caja de resonancia.
Según lo mencionado por el autor principal del estudio de Tlatolophus , Ángel A. Ramírez-Velasco, estos dinosaurios podían escuchar sonidos de bajas frecuencias lo que les permitía comunicarse fácilmente; a su vez algunos paleontólogos teorizan que emitían sonidos fuertes para espantar a depredadores y para fines de reproducción, lo que sugiere que las crestas lucían colores vistosos.
El ejemplar CIC/P/147 también preserva elementos poscraneales parciales. El hueso escapular es relativamente robusto, y el proceso postacetabular del ílion es largo. El isquion posee un pie muy alargado, y la punta se proyecta cráneo-ventralmente. Una cola parcial y articula está presente, los primeros restos que se descubren para este taxón.

## Descubrimiento e investigación
El espécimen holotipo CIC/P/147 se descubrió por primera vez como una cola semiarticulada en el 2005, en sedimentos de la Formación Cerro del Pueblo, en el ejido Guadalupe Alamitos, municipio General Cepeda, Coahuila, México. En el 2013, el INAH y la UNAM lanzaron un proyecto conjunto para recuperarlo, y pronto se dieron cuenta de que pertenecía al lambeosaurino más completo conocido de México, con un cráneo casi completo, mandíbulas y partes adicionales del esqueleto postcraneal, incluida una cola articulada. Se nombró como el nuevo género y especie Tlatolophus galorum en el 2021. El nombre genérico proviene de la palabra náhuatl tlatōlli, que significa "palabra", combinada con la palabra griega  λόφος (lophos, "cresta"), debido al parecido de la cresta con la "palabra" glifo de la iconografía mexica, que se asemeja a una coma inversa. La especie lleva el nombre de las familias Garza y López, nombradas por su colaboración en la recolección y preservación del espécimen. El hallazgo se publicó en la revista científica Cretaceous Research.

## Clasificación
Tlatolophus fue asignado a la tribu Parasaurolophini por Ramírez-Velasco en 2021, y el cladograma a continuación muestra los resultados:
|  | Tlatolophus galorum                                                               |
|  |                                                                                   |
|  | \| \| Blasisaurus canudoi \| \| \| \| \| \| Charonosaurus jiayinensis \| \| \| \| |
|  |                                                                                   |
|  | Blasisaurus canudoi                                                               |
|  |                                                                                   |
|  | Charonosaurus jiayinensis                                                         |
|  |                                                                                   |

|  | Blasisaurus canudoi       |
|  |                           |
|  | Charonosaurus jiayinensis |
|  |                           |

|  | Parasaurolophus cyrtocristatus                                                      |
|  |                                                                                     |
|  | \| \| Parasaurolophus tubicen \| \| \| \| \| \| Parasaurolophus walkeri \| \| \| \| |
|  |                                                                                     |
|  | Parasaurolophus tubicen                                                             |
|  |                                                                                     |
|  | Parasaurolophus walkeri                                                             |
|  |                                                                                     |

|  | Parasaurolophus tubicen |
|  |                         |
|  | Parasaurolophus walkeri |
|  |                         |

|  | Tlatolophus galorum                                                               |
|  |                                                                                   |
|  | \| \| Blasisaurus canudoi \| \| \| \| \| \| Charonosaurus jiayinensis \| \| \| \| |
|  |                                                                                   |
|  | Blasisaurus canudoi                                                               |
|  |                                                                                   |
|  | Charonosaurus jiayinensis                                                         |
|  |                                                                                   |

|  | Blasisaurus canudoi       |
|  |                           |
|  | Charonosaurus jiayinensis |
|  |                           |

|  | Parasaurolophus cyrtocristatus                                                      |
|  |                                                                                     |
|  | \| \| Parasaurolophus tubicen \| \| \| \| \| \| Parasaurolophus walkeri \| \| \| \| |
|  |                                                                                     |
|  | Parasaurolophus tubicen                                                             |
|  |                                                                                     |
|  | Parasaurolophus walkeri                                                             |
|  |                                                                                     |

|  | Parasaurolophus tubicen |
|  |                         |
|  | Parasaurolophus walkeri |
|  |                         |

|  | Arenysaurus ardevoli     |
|  |                          |
|  | Amurosaurus riabinini    |
|  |                          |
|  | Sahaliyania elunchunorum |
|  |                          |
|  | Velafrons coahuilensis   |
|  |                          |

|  | Corythosaurus casuarius   |
|  |                           |
|  | Corythosaurus intermedius |
|  |                           |

|  | Lambeosaurus lambei         |
|  |                             |
|  | Lambeosaurus magnicristatus |
|  |                             |

|  | Corythosaurus casuarius   |
|  |                           |
|  | Corythosaurus intermedius |
|  |                           |

|  | Lambeosaurus lambei         |
|  |                             |
|  | Lambeosaurus magnicristatus |
|  |                             |

|  | Corythosaurus casuarius   |
|  |                           |
|  | Corythosaurus intermedius |
|  |                           |

|  | Lambeosaurus lambei         |
|  |                             |
|  | Lambeosaurus magnicristatus |
|  |                             |

|  | Corythosaurus casuarius   |
|  |                           |
|  | Corythosaurus intermedius |
|  |                           |

|  | Lambeosaurus lambei         |
|  |                             |
|  | Lambeosaurus magnicristatus |
|  |                             |

|  | Corythosaurus casuarius   |
|  |                           |
|  | Corythosaurus intermedius |
|  |                           |

|  | Lambeosaurus lambei         |
|  |                             |
|  | Lambeosaurus magnicristatus |
|  |                             |

|  | Corythosaurus casuarius   |
|  |                           |
|  | Corythosaurus intermedius |
|  |                           |

|  | Lambeosaurus lambei         |
|  |                             |
|  | Lambeosaurus magnicristatus |
|  |                             |

|  | Corythosaurus casuarius   |
|  |                           |
|  | Corythosaurus intermedius |
|  |                           |

|  | Lambeosaurus lambei         |
|  |                             |
|  | Lambeosaurus magnicristatus |
|  |                             |

|  | Corythosaurus casuarius   |
|  |                           |
|  | Corythosaurus intermedius |
|  |                           |

|  | Lambeosaurus lambei         |
|  |                             |
|  | Lambeosaurus magnicristatus |
|  |                             |

|  | Arenysaurus ardevoli     |
|  |                          |
|  | Amurosaurus riabinini    |
|  |                          |
|  | Sahaliyania elunchunorum |
|  |                          |
|  | Velafrons coahuilensis   |
|  |                          |

|  | Corythosaurus casuarius   |
|  |                           |
|  | Corythosaurus intermedius |
|  |                           |

|  | Lambeosaurus lambei         |
|  |                             |
|  | Lambeosaurus magnicristatus |
|  |                             |

|  | Corythosaurus casuarius   |
|  |                           |
|  | Corythosaurus intermedius |
|  |                           |

|  | Lambeosaurus lambei         |
|  |                             |
|  | Lambeosaurus magnicristatus |
|  |                             |

|  | Corythosaurus casuarius   |
|  |                           |
|  | Corythosaurus intermedius |
|  |                           |

|  | Lambeosaurus lambei         |
|  |                             |
|  | Lambeosaurus magnicristatus |
|  |                             |

|  | Corythosaurus casuarius   |
|  |                           |
|  | Corythosaurus intermedius |
|  |                           |

|  | Lambeosaurus lambei         |
|  |                             |
|  | Lambeosaurus magnicristatus |
|  |                             |

|  | Corythosaurus casuarius   |
|  |                           |
|  | Corythosaurus intermedius |
|  |                           |

|  | Lambeosaurus lambei         |
|  |                             |
|  | Lambeosaurus magnicristatus |
|  |                             |

|  | Corythosaurus casuarius   |
|  |                           |
|  | Corythosaurus intermedius |
|  |                           |

|  | Lambeosaurus lambei         |
|  |                             |
|  | Lambeosaurus magnicristatus |
|  |                             |

|  | Corythosaurus casuarius   |
|  |                           |
|  | Corythosaurus intermedius |
|  |                           |

|  | Lambeosaurus lambei         |
|  |                             |
|  | Lambeosaurus magnicristatus |
|  |                             |

|  | Corythosaurus casuarius   |
|  |                           |
|  | Corythosaurus intermedius |
|  |                           |

|  | Lambeosaurus lambei         |
|  |                             |
|  | Lambeosaurus magnicristatus |
|  |                             |

|  | Arenysaurus ardevoli     |
|  |                          |
|  | Amurosaurus riabinini    |
|  |                          |
|  | Sahaliyania elunchunorum |
|  |                          |
|  | Velafrons coahuilensis   |
|  |                          |

|  | Corythosaurus casuarius   |
|  |                           |
|  | Corythosaurus intermedius |
|  |                           |

|  | Lambeosaurus lambei         |
|  |                             |
|  | Lambeosaurus magnicristatus |
|  |                             |

|  | Corythosaurus casuarius   |
|  |                           |
|  | Corythosaurus intermedius |
|  |                           |

|  | Lambeosaurus lambei         |
|  |                             |
|  | Lambeosaurus magnicristatus |
|  |                             |

|  | Corythosaurus casuarius   |
|  |                           |
|  | Corythosaurus intermedius |
|  |                           |

|  | Lambeosaurus lambei         |
|  |                             |
|  | Lambeosaurus magnicristatus |
|  |                             |

|  | Corythosaurus casuarius   |
|  |                           |
|  | Corythosaurus intermedius |
|  |                           |

|  | Lambeosaurus lambei         |
|  |                             |
|  | Lambeosaurus magnicristatus |
|  |                             |

|  | Corythosaurus casuarius   |
|  |                           |
|  | Corythosaurus intermedius |
|  |                           |

|  | Lambeosaurus lambei         |
|  |                             |
|  | Lambeosaurus magnicristatus |
|  |                             |

|  | Corythosaurus casuarius   |
|  |                           |
|  | Corythosaurus intermedius |
|  |                           |

|  | Lambeosaurus lambei         |
|  |                             |
|  | Lambeosaurus magnicristatus |
|  |                             |

|  | Corythosaurus casuarius   |
|  |                           |
|  | Corythosaurus intermedius |
|  |                           |

|  | Lambeosaurus lambei         |
|  |                             |
|  | Lambeosaurus magnicristatus |
|  |                             |

|  | Corythosaurus casuarius   |
|  |                           |
|  | Corythosaurus intermedius |
|  |                           |

|  | Lambeosaurus lambei         |
|  |                             |
|  | Lambeosaurus magnicristatus |
|  |                             |

|  | Arenysaurus ardevoli     |
|  |                          |
|  | Amurosaurus riabinini    |
|  |                          |
|  | Sahaliyania elunchunorum |
|  |                          |
|  | Velafrons coahuilensis   |
|  |                          |

|  | Corythosaurus casuarius   |
|  |                           |
|  | Corythosaurus intermedius |
|  |                           |

|  | Lambeosaurus lambei         |
|  |                             |
|  | Lambeosaurus magnicristatus |
|  |                             |

|  | Corythosaurus casuarius   |
|  |                           |
|  | Corythosaurus intermedius |
|  |                           |

|  | Lambeosaurus lambei         |
|  |                             |
|  | Lambeosaurus magnicristatus |
|  |                             |

|  | Corythosaurus casuarius   |
|  |                           |
|  | Corythosaurus intermedius |
|  |                           |

|  | Lambeosaurus lambei         |
|  |                             |
|  | Lambeosaurus magnicristatus |
|  |                             |

|  | Corythosaurus casuarius   |
|  |                           |
|  | Corythosaurus intermedius |
|  |                           |

|  | Lambeosaurus lambei         |
|  |                             |
|  | Lambeosaurus magnicristatus |
|  |                             |

|  | Corythosaurus casuarius   |
|  |                           |
|  | Corythosaurus intermedius |
|  |                           |

|  | Lambeosaurus lambei         |
|  |                             |
|  | Lambeosaurus magnicristatus |
|  |                             |

|  | Corythosaurus casuarius   |
|  |                           |
|  | Corythosaurus intermedius |
|  |                           |

|  | Lambeosaurus lambei         |
|  |                             |
|  | Lambeosaurus magnicristatus |
|  |                             |

|  | Corythosaurus casuarius   |
|  |                           |
|  | Corythosaurus intermedius |
|  |                           |

|  | Lambeosaurus lambei         |
|  |                             |
|  | Lambeosaurus magnicristatus |
|  |                             |

|  | Corythosaurus casuarius   |
|  |                           |
|  | Corythosaurus intermedius |
|  |                           |

|  | Lambeosaurus lambei         |
|  |                             |
|  | Lambeosaurus magnicristatus |
|  |                             |

|  | Tlatolophus galorum                                                               |
|  |                                                                                   |
|  | \| \| Blasisaurus canudoi \| \| \| \| \| \| Charonosaurus jiayinensis \| \| \| \| |
|  |                                                                                   |
|  | Blasisaurus canudoi                                                               |
|  |                                                                                   |
|  | Charonosaurus jiayinensis                                                         |
|  |                                                                                   |

|  | Blasisaurus canudoi       |
|  |                           |
|  | Charonosaurus jiayinensis |
|  |                           |

|  | Parasaurolophus cyrtocristatus                                                      |
|  |                                                                                     |
|  | \| \| Parasaurolophus tubicen \| \| \| \| \| \| Parasaurolophus walkeri \| \| \| \| |
|  |                                                                                     |
|  | Parasaurolophus tubicen                                                             |
|  |                                                                                     |
|  | Parasaurolophus walkeri                                                             |
|  |                                                                                     |

|  | Parasaurolophus tubicen |
|  |                         |
|  | Parasaurolophus walkeri |
|  |                         |

|  | Tlatolophus galorum                                                               |
|  |                                                                                   |
|  | \| \| Blasisaurus canudoi \| \| \| \| \| \| Charonosaurus jiayinensis \| \| \| \| |
|  |                                                                                   |
|  | Blasisaurus canudoi                                                               |
|  |                                                                                   |
|  | Charonosaurus jiayinensis                                                         |
|  |                                                                                   |

|  | Blasisaurus canudoi       |
|  |                           |
|  | Charonosaurus jiayinensis |
|  |                           |

|  | Parasaurolophus cyrtocristatus                                                      |
|  |                                                                                     |
|  | \| \| Parasaurolophus tubicen \| \| \| \| \| \| Parasaurolophus walkeri \| \| \| \| |
|  |                                                                                     |
|  | Parasaurolophus tubicen                                                             |
|  |                                                                                     |
|  | Parasaurolophus walkeri                                                             |
|  |                                                                                     |

|  | Parasaurolophus tubicen |
|  |                         |
|  | Parasaurolophus walkeri |
|  |                         |

|  | Arenysaurus ardevoli     |
|  |                          |
|  | Amurosaurus riabinini    |
|  |                          |
|  | Sahaliyania elunchunorum |
|  |                          |
|  | Velafrons coahuilensis   |
|  |                          |

|  | Corythosaurus casuarius   |
|  |                           |
|  | Corythosaurus intermedius |
|  |                           |

|  | Lambeosaurus lambei         |
|  |                             |
|  | Lambeosaurus magnicristatus |
|  |                             |

|  | Corythosaurus casuarius   |
|  |                           |
|  | Corythosaurus intermedius |
|  |                           |

|  | Lambeosaurus lambei         |
|  |                             |
|  | Lambeosaurus magnicristatus |
|  |                             |

|  | Corythosaurus casuarius   |
|  |                           |
|  | Corythosaurus intermedius |
|  |                           |

|  | Lambeosaurus lambei         |
|  |                             |
|  | Lambeosaurus magnicristatus |
|  |                             |

|  | Corythosaurus casuarius   |
|  |                           |
|  | Corythosaurus intermedius |
|  |                           |

|  | Lambeosaurus lambei         |
|  |                             |
|  | Lambeosaurus magnicristatus |
|  |                             |

|  | Corythosaurus casuarius   |
|  |                           |
|  | Corythosaurus intermedius |
|  |                           |

|  | Lambeosaurus lambei         |
|  |                             |
|  | Lambeosaurus magnicristatus |
|  |                             |

|  | Corythosaurus casuarius   |
|  |                           |
|  | Corythosaurus intermedius |
|  |                           |

|  | Lambeosaurus lambei         |
|  |                             |
|  | Lambeosaurus magnicristatus |
|  |                             |

|  | Corythosaurus casuarius   |
|  |                           |
|  | Corythosaurus intermedius |
|  |                           |

|  | Lambeosaurus lambei         |
|  |                             |
|  | Lambeosaurus magnicristatus |
|  |                             |

|  | Corythosaurus casuarius   |
|  |                           |
|  | Corythosaurus intermedius |
|  |                           |

|  | Lambeosaurus lambei         |
|  |                             |
|  | Lambeosaurus magnicristatus |
|  |                             |

|  | Arenysaurus ardevoli     |
|  |                          |
|  | Amurosaurus riabinini    |
|  |                          |
|  | Sahaliyania elunchunorum |
|  |                          |
|  | Velafrons coahuilensis   |
|  |                          |

|  | Corythosaurus casuarius   |
|  |                           |
|  | Corythosaurus intermedius |
|  |                           |

|  | Lambeosaurus lambei         |
|  |                             |
|  | Lambeosaurus magnicristatus |
|  |                             |

|  | Corythosaurus casuarius   |
|  |                           |
|  | Corythosaurus intermedius |
|  |                           |

|  | Lambeosaurus lambei         |
|  |                             |
|  | Lambeosaurus magnicristatus |
|  |                             |

|  | Corythosaurus casuarius   |
|  |                           |
|  | Corythosaurus intermedius |
|  |                           |

|  | Lambeosaurus lambei         |
|  |                             |
|  | Lambeosaurus magnicristatus |
|  |                             |

|  | Corythosaurus casuarius   |
|  |                           |
|  | Corythosaurus intermedius |
|  |                           |

|  | Lambeosaurus lambei         |
|  |                             |
|  | Lambeosaurus magnicristatus |
|  |                             |

|  | Corythosaurus casuarius   |
|  |                           |
|  | Corythosaurus intermedius |
|  |                           |

|  | Lambeosaurus lambei         |
|  |                             |
|  | Lambeosaurus magnicristatus |
|  |                             |

|  | Corythosaurus casuarius   |
|  |                           |
|  | Corythosaurus intermedius |
|  |                           |

|  | Lambeosaurus lambei         |
|  |                             |
|  | Lambeosaurus magnicristatus |
|  |                             |

|  | Corythosaurus casuarius   |
|  |                           |
|  | Corythosaurus intermedius |
|  |                           |

|  | Lambeosaurus lambei         |
|  |                             |
|  | Lambeosaurus magnicristatus |
|  |                             |

|  | Corythosaurus casuarius   |
|  |                           |
|  | Corythosaurus intermedius |
|  |                           |

|  | Lambeosaurus lambei         |
|  |                             |
|  | Lambeosaurus magnicristatus |
|  |                             |

|  | Arenysaurus ardevoli     |
|  |                          |
|  | Amurosaurus riabinini    |
|  |                          |
|  | Sahaliyania elunchunorum |
|  |                          |
|  | Velafrons coahuilensis   |
|  |                          |

|  | Corythosaurus casuarius   |
|  |                           |
|  | Corythosaurus intermedius |
|  |                           |

|  | Lambeosaurus lambei         |
|  |                             |
|  | Lambeosaurus magnicristatus |
|  |                             |

|  | Corythosaurus casuarius   |
|  |                           |
|  | Corythosaurus intermedius |
|  |                           |

|  | Lambeosaurus lambei         |
|  |                             |
|  | Lambeosaurus magnicristatus |
|  |                             |

|  | Corythosaurus casuarius   |
|  |                           |
|  | Corythosaurus intermedius |
|  |                           |

|  | Lambeosaurus lambei         |
|  |                             |
|  | Lambeosaurus magnicristatus |
|  |                             |

|  | Corythosaurus casuarius   |
|  |                           |
|  | Corythosaurus intermedius |
|  |                           |

|  | Lambeosaurus lambei         |
|  |                             |
|  | Lambeosaurus magnicristatus |
|  |                             |

|  | Corythosaurus casuarius   |
|  |                           |
|  | Corythosaurus intermedius |
|  |                           |

|  | Lambeosaurus lambei         |
|  |                             |
|  | Lambeosaurus magnicristatus |
|  |                             |

|  | Corythosaurus casuarius   |
|  |                           |
|  | Corythosaurus intermedius |
|  |                           |

|  | Lambeosaurus lambei         |
|  |                             |
|  | Lambeosaurus magnicristatus |
|  |                             |

|  | Corythosaurus casuarius   |
|  |                           |
|  | Corythosaurus intermedius |
|  |                           |

|  | Lambeosaurus lambei         |
|  |                             |
|  | Lambeosaurus magnicristatus |
|  |                             |

|  | Corythosaurus casuarius   |
|  |                           |
|  | Corythosaurus intermedius |
|  |                           |

|  | Lambeosaurus lambei         |
|  |                             |
|  | Lambeosaurus magnicristatus |
|  |                             |

|  | Arenysaurus ardevoli     |
|  |                          |
|  | Amurosaurus riabinini    |
|  |                          |
|  | Sahaliyania elunchunorum |
|  |                          |
|  | Velafrons coahuilensis   |
|  |                          |

|  | Corythosaurus casuarius   |
|  |                           |
|  | Corythosaurus intermedius |
|  |                           |

|  | Lambeosaurus lambei         |
|  |                             |
|  | Lambeosaurus magnicristatus |
|  |                             |

|  | Corythosaurus casuarius   |
|  |                           |
|  | Corythosaurus intermedius |
|  |                           |

|  | Lambeosaurus lambei         |
|  |                             |
|  | Lambeosaurus magnicristatus |
|  |                             |

|  | Corythosaurus casuarius   |
|  |                           |
|  | Corythosaurus intermedius |
|  |                           |

|  | Lambeosaurus lambei         |
|  |                             |
|  | Lambeosaurus magnicristatus |
|  |                             |

|  | Corythosaurus casuarius   |
|  |                           |
|  | Corythosaurus intermedius |
|  |                           |

|  | Lambeosaurus lambei         |
|  |                             |
|  | Lambeosaurus magnicristatus |
|  |                             |

|  | Corythosaurus casuarius   |
|  |                           |
|  | Corythosaurus intermedius |
|  |                           |

|  | Lambeosaurus lambei         |
|  |                             |
|  | Lambeosaurus magnicristatus |
|  |                             |

|  | Corythosaurus casuarius   |
|  |                           |
|  | Corythosaurus intermedius |
|  |                           |

|  | Lambeosaurus lambei         |
|  |                             |
|  | Lambeosaurus magnicristatus |
|  |                             |

|  | Corythosaurus casuarius   |
|  |                           |
|  | Corythosaurus intermedius |
|  |                           |

|  | Lambeosaurus lambei         |
|  |                             |
|  | Lambeosaurus magnicristatus |
|  |                             |

|  | Corythosaurus casuarius   |
|  |                           |
|  | Corythosaurus intermedius |
|  |                           |

|  | Lambeosaurus lambei         |
|  |                             |
|  | Lambeosaurus magnicristatus |
|  |                             |